# Virgil (Dakota du Sud)
Pour les articles homonymes, voir Virgil.
Virgil est une municipalité américaine située dans le comté de Beadle, dans l'État du Dakota du Sud. Selon le recensement de 2010, elle compte 16 habitants. La municipalité s'étend sur 1 milles carrés (2,59 km2).
La localité est fondée en 1882, mais elle vite détruite par un cyclone. L'année suivante, elle est reconstruite grâce à l'arrivée du chemin de fer. Elle est nommée en l'honneur du poète Virgile.

## Démographie
| 1920 | 1930 | 1940 | 1950 | 1960 | 1970 |
| ---- | ---- | ---- | ---- | ---- | ---- |
| 189  | 166  | 145  | 124  | 81   | 43   |

| 1980 | 1990 | 2000 | 2010 | - | - |
| ---- | ---- | ---- | ---- | - | - |
| 37   | 33   | 25   | 16   | - | - |